# Mohammed Ali Ayed
Mohammed Ali Ayed (tiếng Ả Rập: محمد علي عايض)là một cầu thủ bóng đá người Các Tiểu vương quốc Ả Rập Thống nhất thi đấu cho Al-Wahda.

## Thống kê sự nghiệp
| Thống kê sự nghiệp | Thống kê sự nghiệp | Thống kê sự nghiệp | Thống kê sự nghiệp | Thống kê sự nghiệp |
| ------------------ | ------------------ | ------------------ | ------------------ | ------------------ |
|                    | Trận               | Bàn thắng          | Thẻ vàng           | Thẻ đỏ             |
| 2016 - 2017        | 24                 | 0                  | 6                  | 1                  |
| 2015 - 2016        | 26                 | 2                  | 6                  | 0                  |
| 2014 - 2015        | 29                 | 2                  | 6                  | 3                  |
| 2013 - 2014        | 18                 | 0                  | 8                  | 1                  |
| 2012 - 2013        | 25                 | 2                  | 9                  | 1                  |
| 2011 - 2012        | 23                 | 1                  | 9                  | 0                  |
| 2010 - 2011        | 21                 | 1                  | 5                  | 0                  |
| 2009 - 2010        | 1                  | 0                  | 0                  | 0                  |
| 2008 - 2009        | 0                  | 0                  | 0                  | 0                  |
| Overall            | 167                | 8                  | 49                 | 6                  |